# Spodnje Partinje
Spodnje Partinje este o localitate din comuna Lenart, Slovenia, cu o populație de 135 de locuitori.